# Ljudevit Škrapić
Ljudevit Škrapić, hrvatski književnik
Pripadnik t.zv. "generacije na mostu" književnika gradišćanskih Hrvata (Fridrik Bintinger, Augustin Blazović, Robert Hajszan, Pavao Horvath, Martin Jordanić, Mate Kočiš, Štefan Kokošić, Anton Leopold, Franjo Meršić, Franjo Palković, Vilijam Pokorny, Tedi Prior, Bela Schreiner, Ferdo Sinković, Feri Sučić, Mate Šinković, Ljudevit Škrapić, Ana Šoretić, Peter Tažky, Milo Vašak, Joško Weidinger, s time da Martina Jordanića, Anu Šoretić i Petra Tažkoga ne smijemo jednoznačno uvrstiti. Augustin Blazović je ovu generaciju nazvao tako jer One bi htile biti most u dvostrukom smislu: 1. Most od Miloradića k modernoj liri,... 2. Most k književnom jeziku."